# Benthoctopus abruptus
Benthoctopus abruptus är en bläckfiskart som först beskrevs av Sasaki 1920.  Benthoctopus abruptus ingår i släktet Benthoctopus och familjen Octopodidae. Inga underarter finns listade i Catalogue of Life.